# Belorusszkaja metróállomás (Zamoszkvoreckaja vonal)
A moszkvai metrónak a Zamoszkvoreckaja vonalon található Belorusszkaja állomása a közeli Belorusszkij pályaudvarról kapta nevét. A Tverszkoj kerületben, a főváros Központi közigazgatási körzetében helyezkedik el. Az állomáson átszállási lehetőség van a a Kolcevaja vonal Belarusszkaja állomására. Szomszédos állomásai a Zamoszkvoreckaja vonalon a Dinamo és a Majakovszkaja.
A metróállomást 1938. szeptember 11-én nyitották meg a moszkvai metró második vonalán a mai nevén Tyeatralnaja és a Szokol állomások közötti szakasz átadásakor. Egyetlen kijárata csak a Belorusszkij pályaudvar épületébe vezetett.

## Története
A második világháború idején az állomás egy részét katonai parancsnoki központ számára vették igénybe, de a többi részén folytatódott a közlekedés. Éjszakára óvóhelyet alakítottak ki benne. Az egyik bombázás során megsérült egy fenti vízvezeték, és a víz elárasztotta a mozgólépcsők gépházát, majd betört a peronra is; csak nagy nehézségekkel sikerült a hibát elhárítani.
1952-ben megnyílt az átjáró a a Kolcevaja vonal Belarusszkaja állomására. Az 1970-es évek elején az állomás csarnokának falát borító márványt gránitlemezekre cserélték. 1998-ban új mozgólépcsőket helyeztek el az állomáson. 2004-ben az állomásnak a vágányok mögötti falain lévő csempeborítást márványra cserélték.

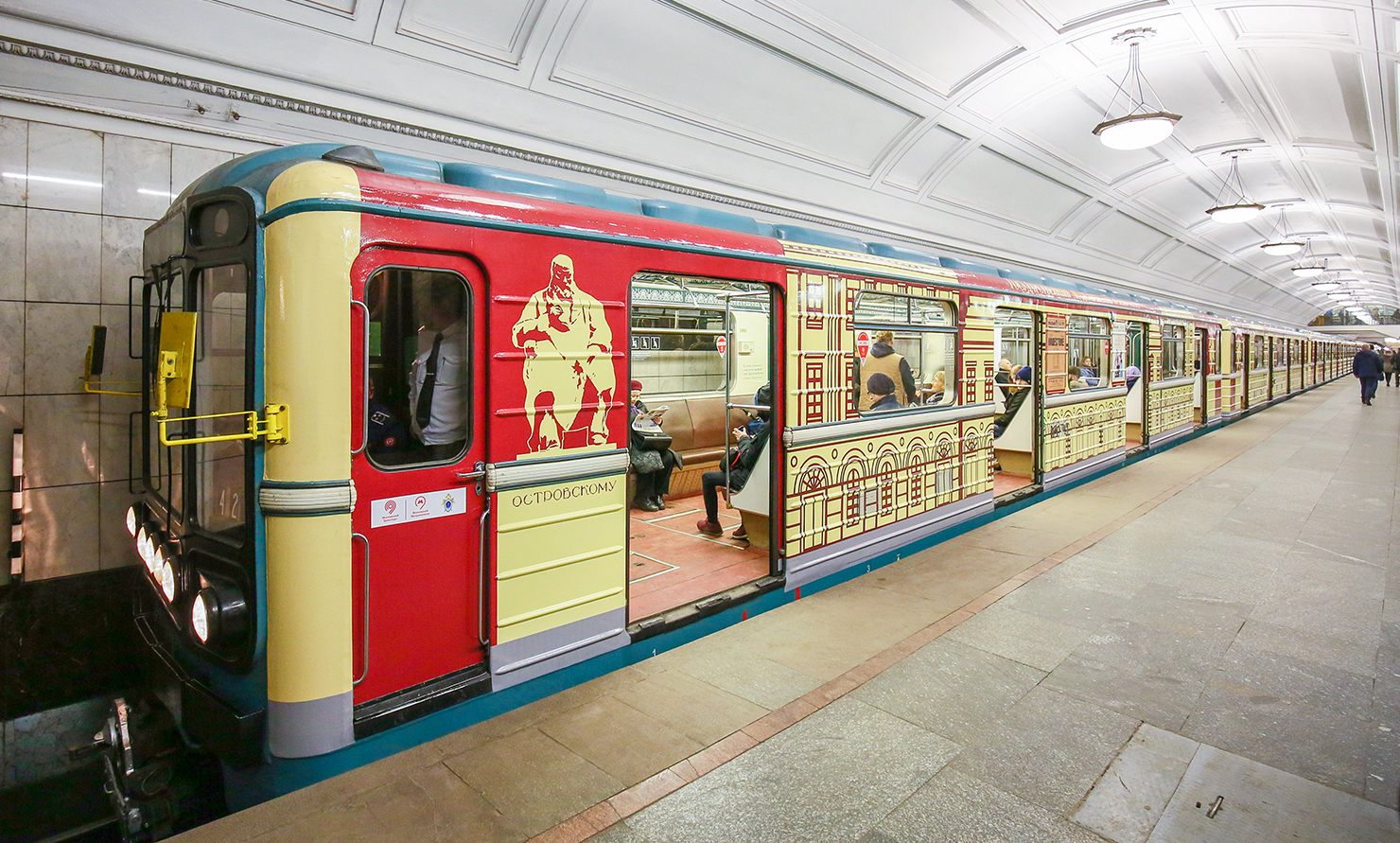
A moszkvai Malij tyeatr (Kis színház) „tematikus szerelvénye” az állomáson.

## Fordítás
- Ez a szócikk részben vagy egészben  a(z)   Белорусская (станция метро, Замоскворецкая линия) című orosz Wikipédia-szócikk ezen változatának fordításán alapul.  Az eredeti cikk szerkesztőit annak laptörténete sorolja fel. Ez a jelzés csupán a megfogalmazás eredetét és a szerzői jogokat jelzi, nem szolgál a cikkben szereplő információk forrásmegjelöléseként.